# نظارة محمد توفيق باشا الأولى
نظارة محمد توفيق باشا الأولى هي ثاني نظارة مسئولة في مصر، صدر بتشكيلها الأمر العالي بتاريخ 10 مارس 1879.

## أعضاء الحكومة
| النظارة                | الناظر                                              |
| ---------------------- | --------------------------------------------------- |
| رئيس مجلس النظار       | الأمير محمد توفيق باشا                              |
| ناظر الخارجية          | ذو الفقار باشا                                      |
| ناظر الداخلية          | مصطفى رياض باشا                                     |
| ناظر الحقانية          | مصطفى رياض باشا (بالإضافة إلى منصبه ناظرًا للداخلية) |
| ناظر الجهادية والبحرية | أفلاطون باشا الكبير                                 |
| ناظر الأوقاف           | علي باشا مبارك                                      |
| ناظر المعارف العمومية  | علي باشا مبارك (بالإضافة إلى منصبه ناظرًا للأوقاف)   |
| ناظر المالية           | ريفرز ويلسون                                        |
| ناظر الأشغال           | دي بلينير                                           |

## وصلات داخلية
- قائمة رؤساء مجلس وزراء مصر